# 1964-es Formula–1 francia nagydíj
Az 1964-es Formula–1-es világbajnokság negyedik futama a francia nagydíj volt.

## Futam
A francia nagydíjat ebben az évben Rouenban tartották. Clarké lett az első rajtkocka, Gurney és Surtees előtt.
Az első körben McLaren megcsúszott és a mezőny végére esett vissza, míg Surtees a 3. körben esett vissza eltört olajcsöve miatt. Graham Hill megcsúszott, de a 24. körre felért a negyedik helyre. Clark a versenytáv felén motorhiba miatt kiesett, így Gurney és Brabham haladt az élen. Hill felzárkózott Brabhamre, a 37. körben megelőzte, de együtt maradtak a célig, kevesebb mint egy másodperc választotta el őket egymástól. Dan Gurney megszerezte a Brabham-Climax első győzelmét, Hill második, Jack Brabham harmadik lett.
| Helyezés | #  | Versenyző           | Csapat/Motor   | Futott körök | Idő/Kiesés oka | Rajthely | Pontszám |
| -------- | -- | ------------------- | -------------- | ------------ | -------------- | -------- | -------- |
| 1        | 22 | Dan Gurney          | Brabham-Climax | 57           | 2:07'49.1      | 2        | 9        |
| 2        | 8  | Graham Hill         | BRM            | 57           | + 24.1         | 6        | 6        |
| 3        | 20 | Jack Brabham        | Brabham-Climax | 57           | + 24.9         | 5        | 4        |
| 4        | 4  | Peter Arundell      | Lotus-Climax   | 57           | + 1'10.6       | 4        | 3        |
| 5        | 10 | Richie Ginther      | BRM            | 57           | + 2'12.1       | 9        | 2        |
| 6        | 12 | Bruce McLaren       | Cooper-Climax  | 56           | + 1 Kör        | 7        | 1        |
| 7        | 14 | Phil Hill           | Cooper-Climax  | 56           | + 1 Kör        | 10       |          |
| 8        | 36 | Mike Hailwood       | Lotus-BRM      | 56           | + 1 Kör        | 13       |          |
| 9        | 26 | Lorenzo Bandini     | Ferrari        | 55           | + 2 Kör        | 8        |          |
| 10       | 34 | Chris Amon          | Lotus-BRM      | 53           | + 4 Kör        | 14       |          |
| 11       | 28 | Maurice Trintignant | BRM            | 52           | + 5 Kör        | 16       |          |
| 12       | 32 | Bob Anderson        | Brabham-Climax | 50           | + 7 Kör        | 15       |          |
| Kiesett  | 16 | Innes Ireland       | BRP-BRM        | 32           | Baleset        | 11       |          |
| Kiesett  | 2  | Jim Clark           | Lotus-Climax   | 31           | Motorhiba      | 1        |          |
| Kiesett  | 24 | John Surtees        | Ferrari        | 6            | Motorhiba      | 3        |          |
| Kiesett  | 18 | Trevor Taylor       | BRP-BRM        | 6            | Baleset        | 12       |          |
| Kiesett  | 30 | Jo Siffert          | Brabham-BRM    | 4            | Kuplung        | 17       |          |

### Statisztikák
Vezető helyen:
- Jim Clark: 30 (1-30)
- Dan Gurney: 27 (31-57)

Dan Gurney 2. győzelme, Jim Clark 15. pole-pozíciója, Jack Brabham 6. leggyorsabb köre.
- Brabham 1. győzelme.